# Kozjatynský rajón
Kozjatynský rajón (ukrajinsky Козятинський район) byl rajón ve Vinnycké oblasti na Ukrajině. Hlavním městem byl Kozjatyn a rajón měl přibližně 40 tisíc obyvatel.

## Sídla v rajónu
- Kozjatyn
- Brodecke
- Hluchivci